# Tipulimnoea woodhilli
Tipulimnoea woodhilli là một loài ruồi trong họ Limoniidae. Chúng phân bố ở miền Australasia.